# Рейн-Хаард-Экспресс
Рейн-Хаард-Экспресс (RE2) (нем. Rhein-Haard-Express) — линия пассажирского регионального экспресса в федеральной земле Северный Рейн-Вестфалия (Германия). Соединяет наиболее значимые города земли - Мюнстер, Эссен, Дуйсбург, Эссен, Дюссельдорф. Движение экспресса осуществляется по путям, предназначенным для скорых поездов со скоростью 160 км/ч.

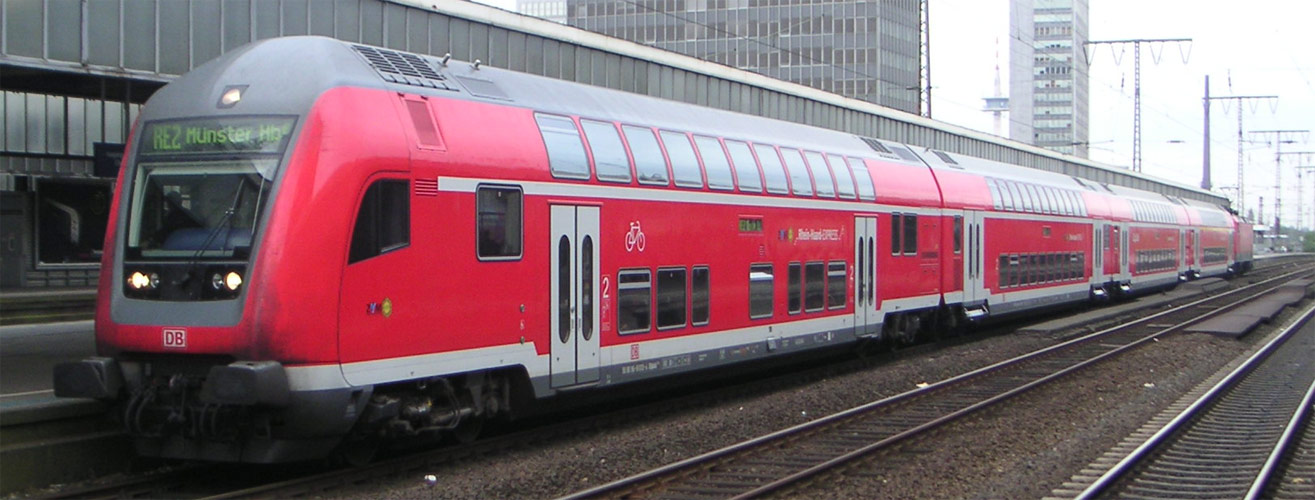
RE2 на Эссенском вокзале

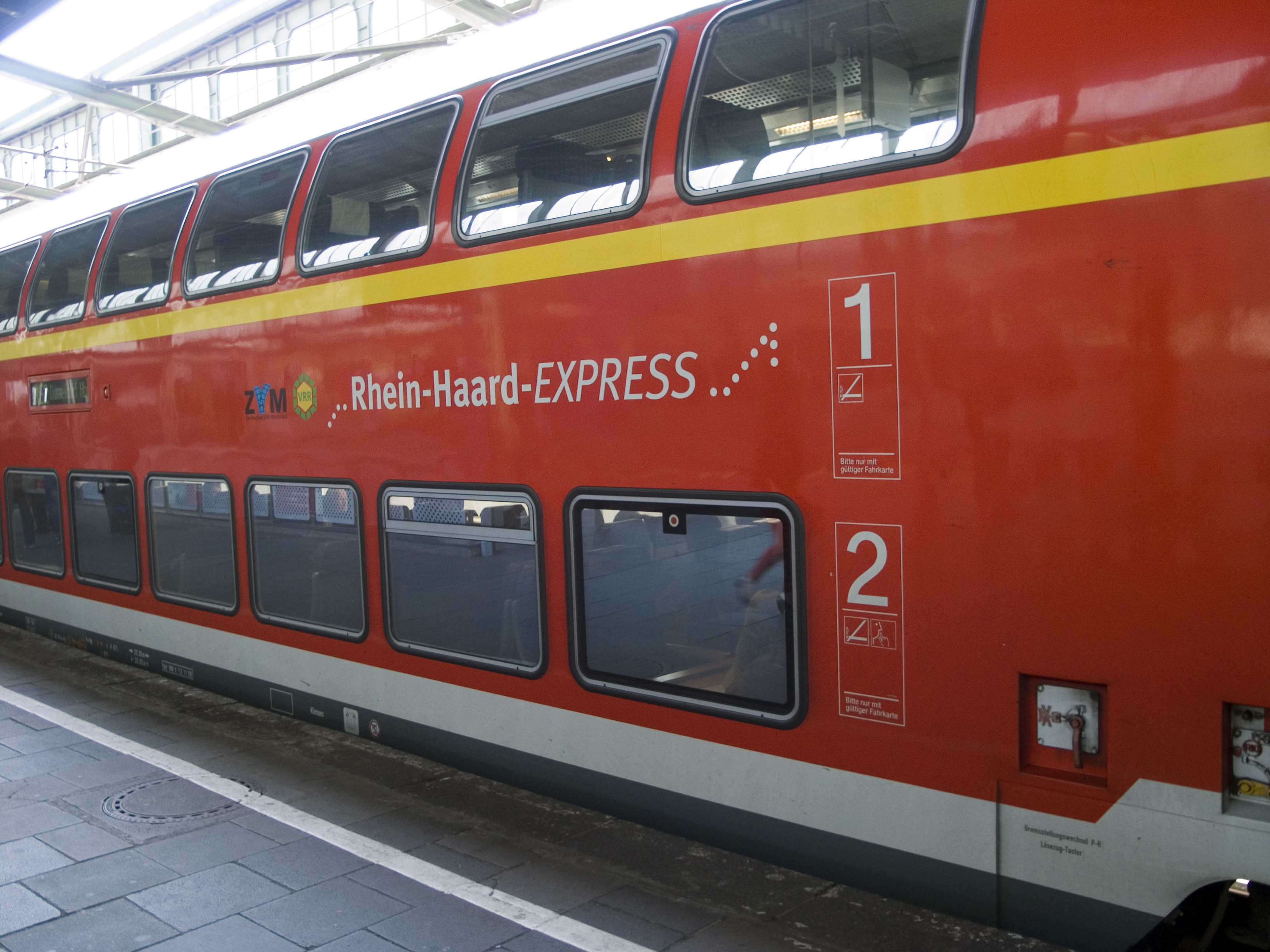
Экспресс RE2 на Дуйсбургском вокзале

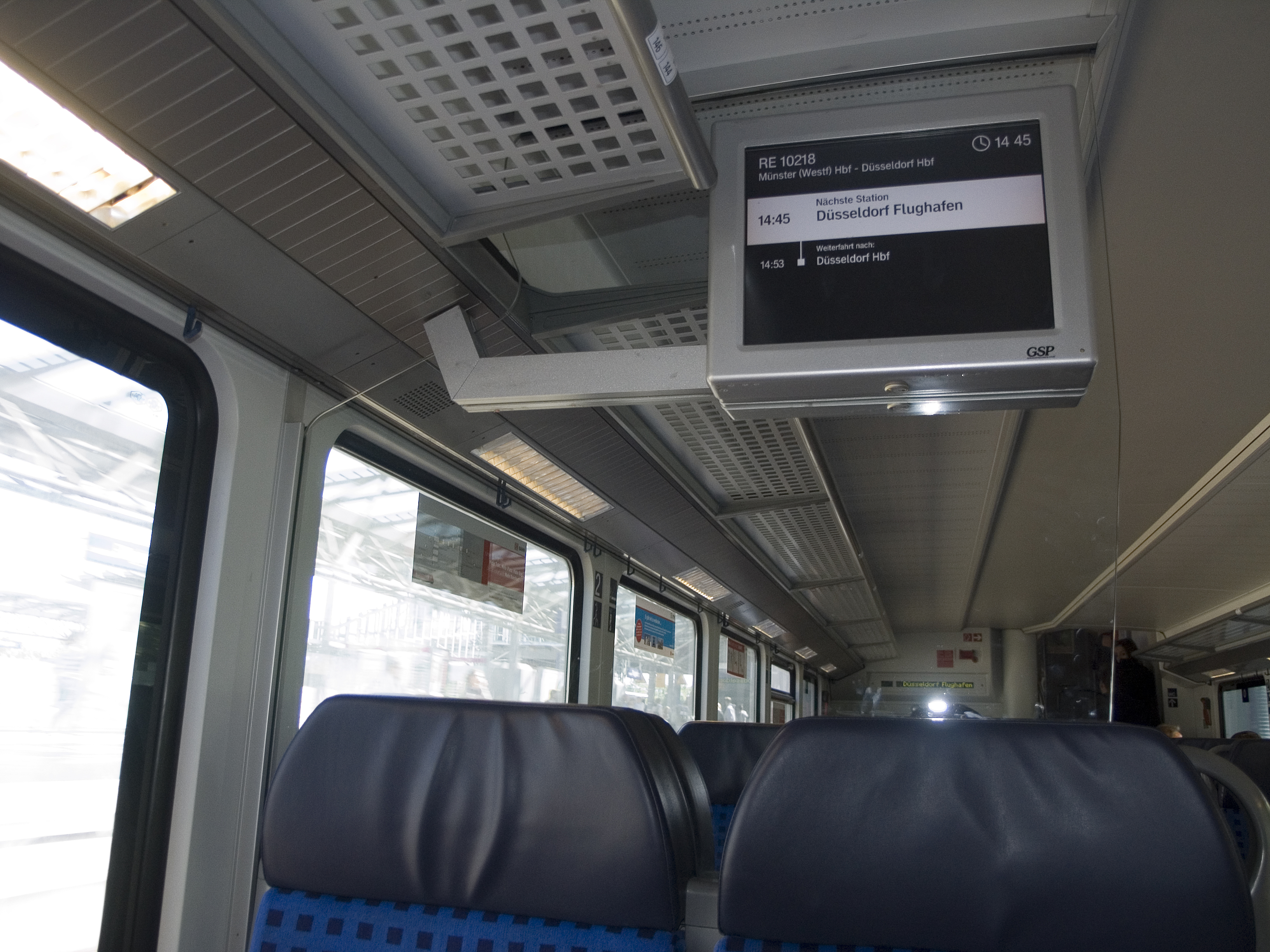
Информационный дисплей в вагоне экспресса RE2

## История
Появление региональных экспрессов на железных дорогах Германии было связано с оптимизацией системы движения. До этого существовали либо пригородные поезда, либо скорые. Чтобы улучшить систему сообщения было решено создать промежуточный класс поездов, передав некоторые функции скорых поездов поездам пригородного сообщения.

Рейн-Хаард-Экспресс (RE2) был введён в 1998 году и до 2002 года курсировал из Мюнстера до Эссена. В 2002 году маршрут был продлён до столицы Северного Рейна-Вестфалии Дюссельдорфа. Первоначально на участке Дуйсбург-Дюссельдорф RE2 курсировал через Крефельд и Мёнхенгладбах, но с 12 декабря 2010 года маршрут стал проходить по правому берегу Рейна через Дюссельдорфский аэропорт. С этого момента увеличено количество поездов на маршруте с 4 до 5.

## Железнодорожные участки
Рейн-Хаард-Экспресс проходит по участкам пяти железных дорог:
- участок железной дороги Ванне-Айкель—Гамбург от Мюнстера до Ванне-Айкеля;
- участок железной дороги Дуйсбург—Дортмунд от Ванне-Айкеля до Гельзенкирхена;
- железная дорога Эссен—Гельзенкирхен;
- участок железной дороги Дуйсбург—Дортмунд от Эссена до Дуйсбурга;
- участок железной дороги Кёльн—Дуйсбург от Дуйсбурга до Дюссельдорфа.

## Интервал движения
Согласно расписанию, экспресс RE2 ходит один раз в час.